# 三鷹料金所
三鷹料金所（みたかりょうきんじょ）は、東京都三鷹市の中央自動車道（中央道）下り線上に設けられている本線料金所である。三鷹バスストップが併設されている。

## 料金所

### 八王子方面
- ブース数：6
  - ETC専用：4
  - ETC/一般：0
  - 一般：2

## 均一料金の徴収
中央自動車道の高井戸 - 八王子間は、均一料金であるため、首都高速4号新宿線から高井戸インターチェンジを経て中央自動車道に入線した車両から、均一料金区間の料金をここで徴収する（高井戸インターチェンジに一般道からの入路はない）。
- 中央自動車道均一料金区間から八王子以西へ直通する車両への八王子以西の通行券の配布は、八王子料金所で行っている。
- 中央自動車道から首都高速4号新宿線へ直通する車両からの首都高速道路の通行料金の徴収は、永福料金所で行っている。

なお、ETC車両の各種割引料金の計算上、従来は上下線とも当料金所において入口・出口時間判定を行っていた（上り線は当料金所付近に設置されたETCフリーフローアンテナによる）が、2017年（平成29年）1月18日に実施されたETC車両への距離別料金制適用に伴い、下り線のみ従来通り当料金所で中央道の入口時間判定を行うこととし、上り線については高井戸出口ランプと首都高境界付近に移動したフリーフローアンテナで出口時間判定が行われている。

## 歴史
1976年（昭和51年）5月18日の調布 - 高井戸・首都高接続区間の開通時には、この料金所は上り線のみに設置されていた。下り線については自由通過、つまり通行券の発行はなく、精算については、出口料金所において用意したプレパンチカードを用いて実施していた。この上り線料金所では、中央自動車道各地からの料金を精算すること、また当時頻発していた首都高速4号新宿線三宅坂IC（現三宅坂JCT）が先頭の渋滞に対して、同線の永福集約料金所とともに流入調整を担っていたことから、通行に時間がかかり、渋滞が頻発していた。また、本料金所が住宅地にあるために、騒音や排気ガスの公害が深刻であった。
これらの問題に対処するため、高井戸 - 八王子間については都市内高速道路の性格が強まったこと、および全線開通を控え上述のような特殊な料金精算対応を解消して事務を効率化するために、中央自動車道八王子以西からの車両の料金は新たに設ける八王子料金所で精算することとし、高井戸 - 八王子間を均一料金としてここで一括して徴収することにより、1979年（昭和54年）8月1日から上り線料金所を廃止し、下り線の均一料金徴収専用に変更したのである。

## 隣
E20 中央自動車道
(1)高井戸IC（上り線出口） - 中央JCT（仮称・事業中） - 三鷹TB/BS - (3)調布IC